# Záhradné
Záhradné (bis 1948 slowakisch „Sedikart“ – bis 1927 auch „Šedzikart“; ungarisch Szedikert) ist eine Gemeinde im Osten der Slowakei mit 1157 Einwohnern (Stand 31. Dezember 2024) im Okres Prešov, einem Teil des Prešovský kraj, und wird zur traditionellen Landschaft Šariš gezählt.

## Geographie

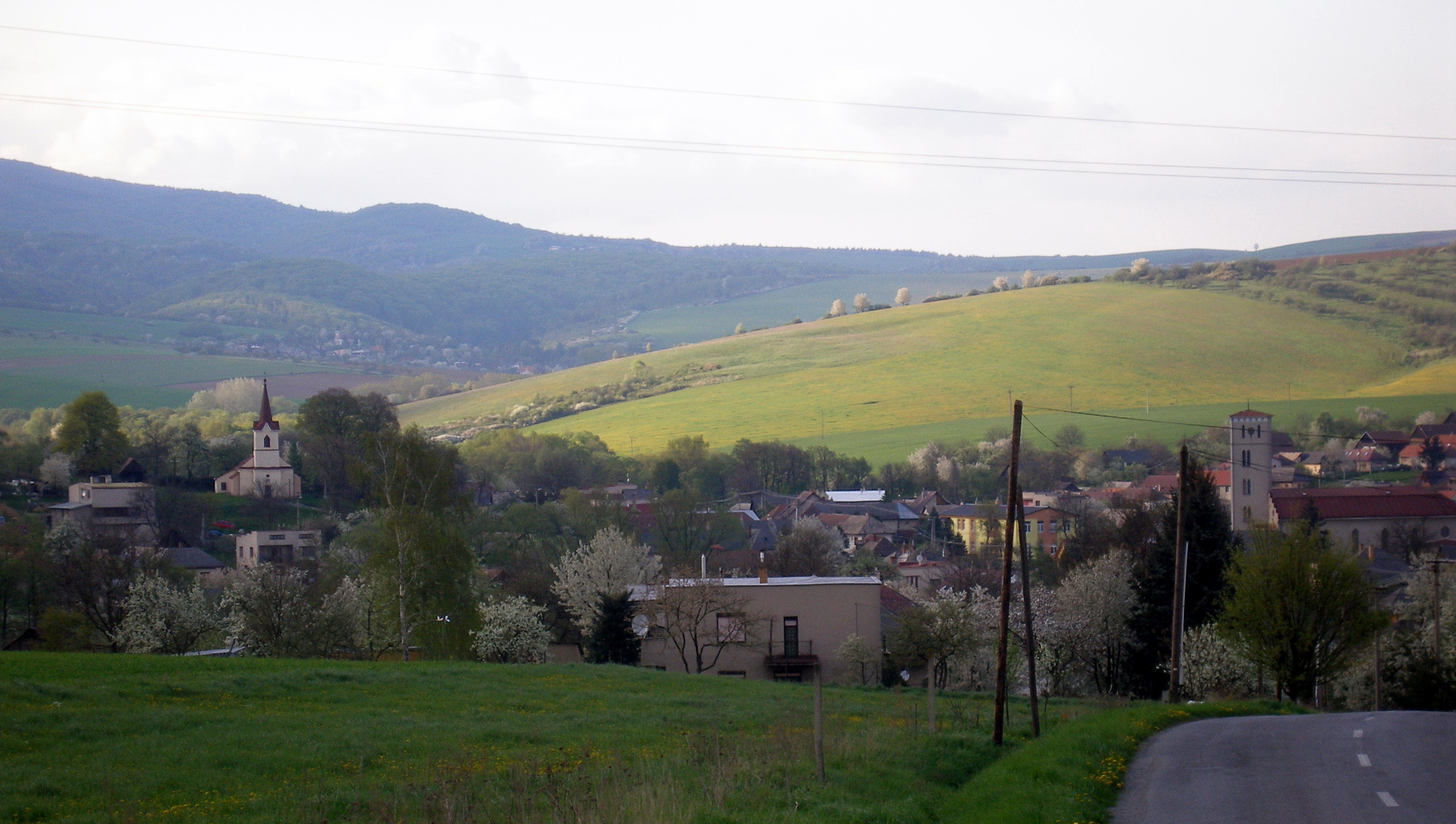
Blick auf Záhradné und umliegende Landschaft

Die Gemeinde befindet sich am nordöstlichen Rande des Berglands Šarišská vrchovina am Zusammenfluss der Bäche Mošurovanka und Ternianka im Einzugsgebiet des Sekčov. Typisch für das Gemeindegebiet sind weite Täler und wenig steile Hänge. Das Ortszentrum liegt auf einer Höhe von 322 m n.m. und ist 12,5 Kilometer von Prešov entfernt.
Nachbargemeinden sind Veľký Slivník im Norden, Tulčík im Osten, Fintice im Süden und Terňa im Westen.

## Geschichte

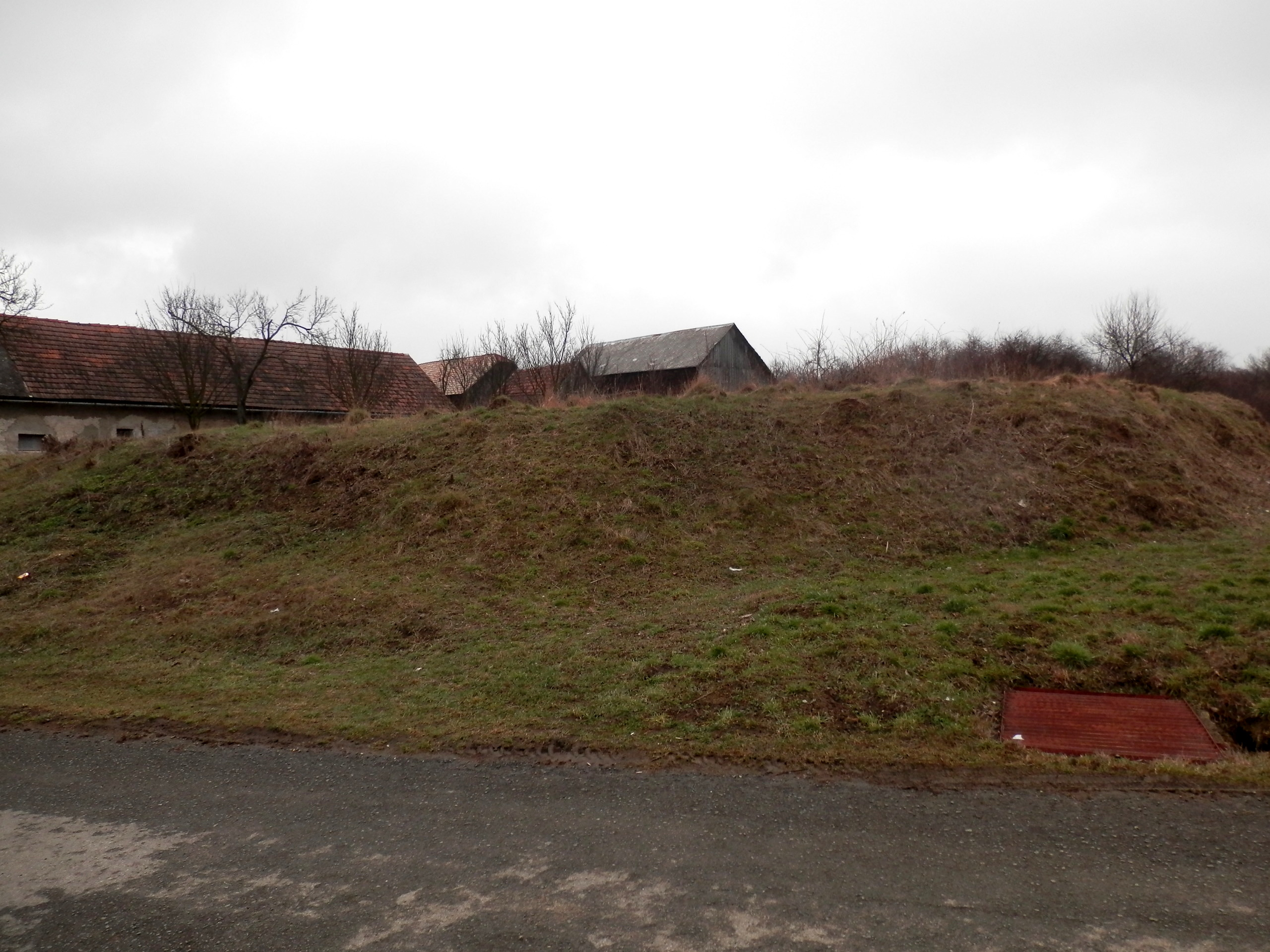
Gegend der untergegangenen mittelalterlichen Kirche

Der Ort wurde zum ersten Mal 1285 schriftlich erwähnt, als das Augustinerkloster im nahen Veľký Šariš den Ort in einem Schenkungsakt erhielt. Mit einigen Unterbrechungen war das Kloster bis zum 16. Jahrhundert Gutsherr. 1427 wurden in einem Steuerverzeichnis 39 Porta verzeichnet. In der Neuzeit wechselte der Besitz zwischen verschiedenen Adligen, im 19. Jahrhundert besaß das Geschlecht Dessewffy Güter im Ort. 1828 zählte man 70 Häuser und 544 Einwohner, deren Haupteinnahmequelle Landwirtschaft und Obstbau waren. Im 19. Jahrhundert gab es eine Mühle, einen Steinbruch, eine Ziegelei sowie eine Brennerei.
Bis 1918 gehörte der im Komitat Scharosch liegende Ort zum Königreich Ungarn und kam danach zur Tschechoslowakei beziehungsweise heute Slowakei. Am 2. September 1944, kurz nach dem Ausbruch des Slowakischen Nationalaufstandes, erlitt Sedikart einen Luftangriff durch die deutsche Luftwaffe.

## Bevölkerung
| Jahr                | 1994 | 2004 | 2014    | 2024     |
| ------------------- | ---- | ---- | ------- | -------- |
| Anzahl der Personen | 915  | 915  | 983     | 1157     |
| Unterschied         |      | +0 % | +7,43 % | +17,70 % |

| Jahr                | 2023 | 2024    |
| ------------------- | ---- | ------- |
| Anzahl der Personen | 1155 | 1157    |
| Unterschied         |      | +0,17 % |

Nach der Volkszählung 2011 wohnten in Záhradné 964 Einwohner, davon 930 Slowaken sowie jeweils fünf Russinen und Tschechen. 24 Einwohner machten keine Angabe zur Ethnie.
861 Einwohner bekannten sich zur römisch-katholischen Kirche, 21 Einwohner zur griechisch-katholischen Kirche, 11 Einwohner zur Evangelischen Kirche A. B., drei Einwohner zur orthodoxen Kirche, zwei Einwohner zu den Zeugen Jehovas und ein Einwohner zur Pfingstbewegung; zwei Einwohner bekannten sich zu einer anderen Konfession. 30 Einwohner waren konfessionslos und bei 33 Einwohnern wurde die Konfession nicht ermittelt.

## Bauwerke

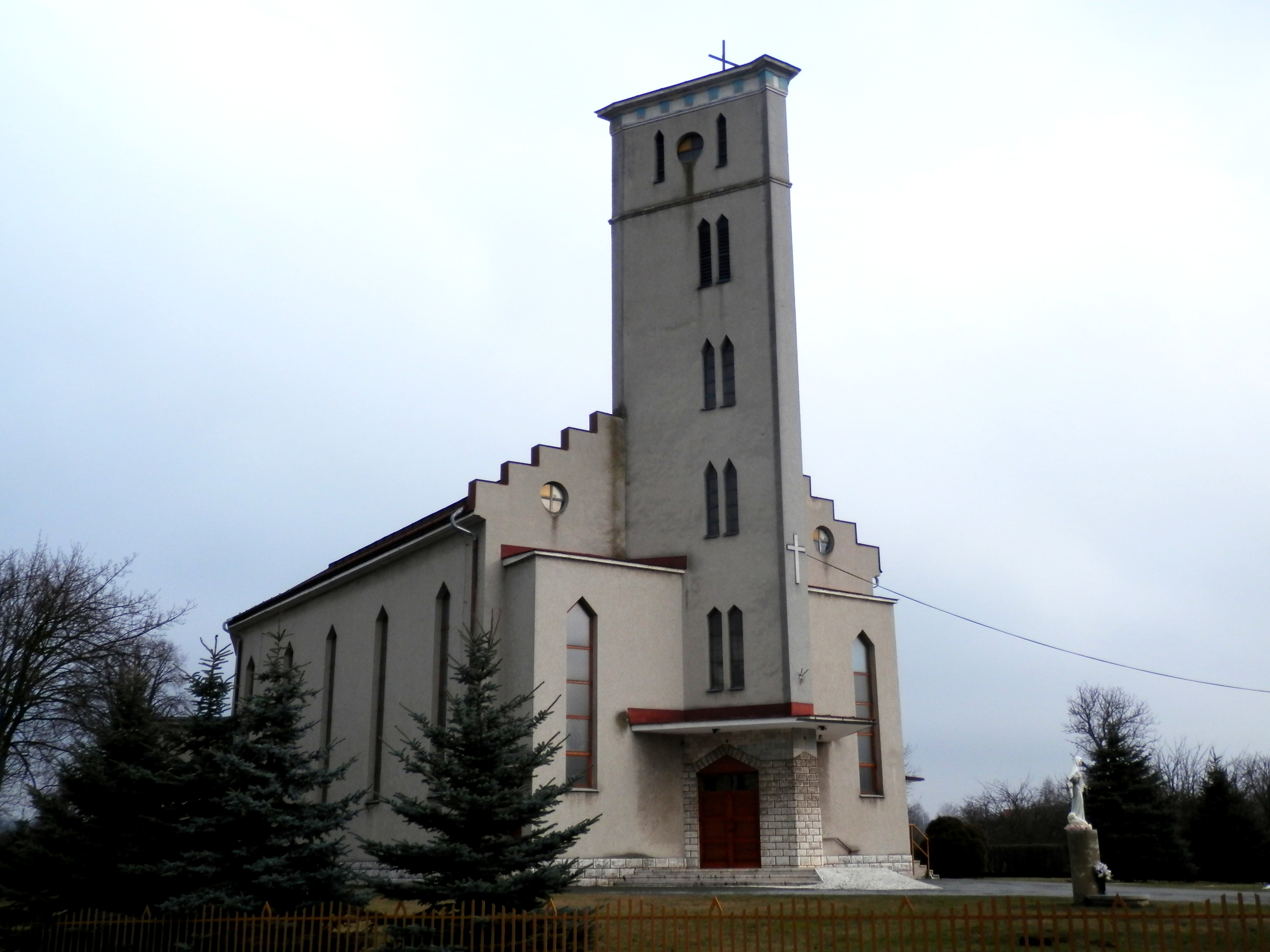
Moderne Pfarrkirche

- römisch-katholische Stephanskirche im neoklassizistischen Stil aus dem Jahr 1860
- Pfarrkirche Sieben Schmerzen Mariens